# Erica heleogena
Erica heleogena là một loài thực vật có hoa trong họ Thạch nam. Loài này được T.M.Salter mô tả khoa học đầu tiên năm 1935.